# Nutbush City Limits
Singles de Ike and Tina Turner
Work on Me
(1973) Sweet Rhode Island Red
(1974)
Nutbush City Limits est une chanson écrite et composée par Tina Turner, interprétée par le duo Ike and Tina Turner. Sortie en single en août 1973, elle est extraite de l'album Nutbush City Limits.
Elle connaît un succès international, notamment en Europe où le disque se vend à plus d'un million d'exemplaires.

## Historique
L'enregistrement de la chanson marque une étape importante vers l'indépendance artistique de Tina Turner vis-à-vis de son mari Ike. La chanteuse l'a en effet écrite et composée seule en s'inspirant, pour l'écriture des paroles, de son enfance dans la petite localité de Nutbush dans le Tennessee. Nutbush est un village rural et n'a donc rien d'une city, le terme étant employé ironiquement dans la chanson,.
La rumeur selon laquelle Marc Bolan (chanteur et guitariste du groupe T. Rex) jouerait le riff de guitare n'a jamais pu être confirmée, les sources sur sa présence ou non pendant l'enregistrement étant contradictoires. La participation du musicien est en revanche avérée sur deux autres chansons d'Ike and Tina Turner, Sexy Ida (part 2) et Baby Get it On. 
Nutbush City Limits devient un incontournable du répertoire scénique de Tina Turner en solo. Le titre apparaît notamment sur l'album live Tina Live in Europe en 1988 et fait l'objet d'un single.
Un remix dance extrait de la compilation Simply the Best en 1991 rencontre le succès. Il est accompagné d'un clip vidéo coréalisé par Michael Bay et Chris Cowey.
Enfin, une nouvelle version est enregistrée en 1993 pour l'album What's Love Got to Do with It qui est la bande originale du film Tina.
Par ailleurs, cette chanson inspire une danse spécifique appelée Nutbush (en), particulièrement populaire en Australie.

## Classements hebdomadaires
| Classement (1973-1974)                  | Meilleure position |
| --------------------------------------- | ------------------ |
| Afrique du Sud (Springbok Radio)        | 9                  |
| Allemagne (Media Control AG)            | 2                  |
| Australie (Kent Music Report)           | 87                 |
| Autriche (Ö3 Austria Top 40)            | 1                  |
| Belgique (Wallonie Ultratop 50 Singles) | 3                  |
| Canada (RPM 100 Singles)                | 46                 |
| États-Unis (Billboard Hot 100)          | 22                 |
| Irlande (IRMA)                          | 18                 |
| Italie (FIMI)                           | 5                  |
| Royaume-Uni (UK Singles Chart)          | 4                  |
| Suisse (Schweizer Hitparade)            | 2                  |

| Classement (1978)                      | Meilleure position |
| -------------------------------------- | ------------------ |
| Belgique (Flandre Ultratop 50 Singles) | 19                 |
| Pays-Bas (Nederlandse Top 40)          | 12                 |
| Pays-Bas (Single Top 100)              | 12                 |

| Classement (1988)             | Meilleure position |
| ----------------------------- | ------------------ |
| Allemagne (GfK Entertainment) | 45                 |

| Classement (1991)                      | Meilleure position |
| -------------------------------------- | ------------------ |
| Allemagne (GfK Entertainment)          | 25                 |
| Australie (ARIA)                       | 16                 |
| Autriche (Ö3 Austria Top 40)           | 25                 |
| Belgique (Flandre Ultratop 50 Singles) | 12                 |
| Irlande (IRMA)                         | 12                 |
| Italie (FIMI)                          | 11                 |
| Nouvelle-Zélande (RMNZ)                | 26                 |
| Pays-Bas (Nederlandse Top 40)          | 11                 |
| Pays-Bas (Single Top 100)              | 15                 |
| Royaume-Uni (UK Singles Chart)         | 23                 |
| Suisse (Schweizer Hitparade)           | 12                 |

## Certifications
| Pays              | Certification | Date     | Unités certifiées |
| ----------------- | ------------- | -------- | ----------------- |
| Royaume-Uni (BPI) | Argent        | 02/06/23 | 200 000           |

## Distinction
Pour ce titre, le duo reçoit le premier Golden European Record Award de l'Histoire, une récompense attribuée aux artistes américains ayant rencontré un important succès commercial en Europe.

## Reprises
Le chanteur de rock américain Bob Seger a enregistré une version de la chanson en concert sur l'album Live Bullet en 1976. Elle a fait l'objet d'un single qui s'est classé 69e dans le Billboard Hot 100 et 85e au Canada,.
D'autres artistes ont repris le titre comme Alvin Lee, Sam Brown, Beth Hart et Joe Bonamassa.